# Haploops tubicola
Haploops tubicola is een vlokreeftensoort uit de familie van de Ampeliscidae. De wetenschappelijke naam van de soort is voor het eerst geldig gepubliceerd in 1856 door Liljeborg.